# Francis Daniel Pastorius

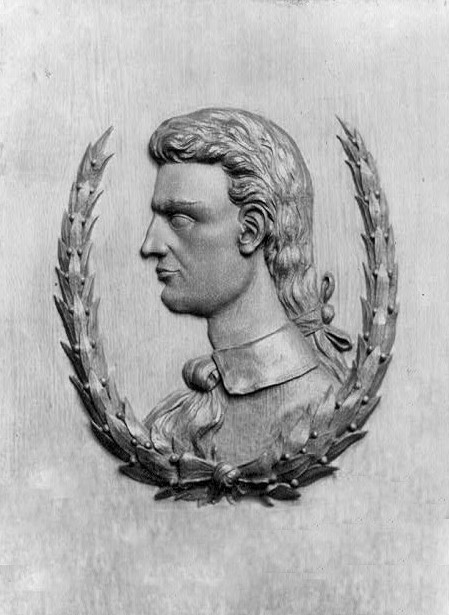
Reliëf van Francis Daniel Pastorius.

Francis Daniel Pastorius (Sommerhausen, 26 september 1651 - Philadelphia, ca. 1720) was een Duitse rechter en politicus. Hij stichtte Germantown, de eerste Duits Amerikaanse nederzetting.

## Biografie
Franz Daniel Pastorius werd geboren in een Lutherse familie uit Sommerhausen. Hij studeerde rechten aan de universiteit van Altdorf en vervolgens in Straatsburg en Jena. Hij begon een rechtspraktijk in Bad Windsheim en zette deze later voort in Frankfurt am Main. In 1683 werd Pastorius benaderd door een groep mennonieten, quakers en Piëtisten om als hun agent op te treden ter verkrijging van een stuk land voor hen in Pennsylvania. In Philadelphia kocht hij een grondgebied van 62 vierkante kilometer van William Penn.
In 1688 schreef hij samen met Abraham op den Graeff en enkele anderen een petitie tegen de slavernij. Hij leefde tot aan zijn dood in het door hem gestichte Germantown.

## Trivia
- Pastorius werd door dichter John Greenleaf Whittier gememoreerd in een van diens gedichten vanwege de petitie die hij in 1688 had geschreven.
- In 1942 werd de naam van Pastorius door de Duitse Abwehr gebruikt voor Operatie Pastorius, een niet-geslaagde sabotageactie op de Verenigde Staten.